# Ріяб (Рудсар)
Ріяб (перс. رياب) — село в Ірані, у дегестані Ешкевар-е-Софлі, у бахші Рахімабад, шагрестані Рудсар остану Ґілян. За даними перепису 2006 року, його населення становило 17 осіб, що проживали у складі 6 сімей.

## Клімат
Середня річна температура становить 10,71°C, середня максимальна – 26,00°C, а середня мінімальна – -5,62°C. Середня річна кількість опадів – 446 мм.
| Клімат поселення                              | Клімат поселення | Клімат поселення | Клімат поселення | Клімат поселення | Клімат поселення | Клімат поселення | Клімат поселення | Клімат поселення | Клімат поселення | Клімат поселення | Клімат поселення | Клімат поселення | Клімат поселення |
| Показник                                      | Січ.             | Лют.             | Бер.             | Квіт.            | Трав.            | Черв.            | Лип.             | Серп.            | Вер.             | Жовт.            | Лист.            | Груд.            |                  |
| Середній максимум, °C                         | 4,94             | 5,70             | 8,04             | 14,22            | 19,44            | 23,88            | 26,00            | 25,78            | 21,84            | 18,62            | 11,85            | 6,67             |                  |
| Середня температура, °C                       | −0,35            | 0,43             | 2,77             | 8,95             | 14,16            | 18,60            | 21,54            | 21,33            | 17,38            | 14,16            | 7,39             | 2,20             |                  |
| Середній мінімум, °C                          | −5,62            | −4,86            | −2,5             | 3,67             | 8,88             | 13,32            | 17,07            | 16,85            | 12,92            | 9,68             | 2,92             | −2,26            |                  |
| Норма опадів, мм                              | 42               | 43               | 64               | 48               | 37               | 14               | 13               | 13               | 20               | 46               | 52               | 54               |                  |
| Середньомісячна швидкість вітру, м/с          | 2.02             | 2.49             | 2.67             | 2.84             | 2.42             | 2.35             | 2.23             | 2.02             | 1.92             | 1.84             | 2.16             | 2.02             |                  |
| Середньомісячна сонячна радіація, кДж/м²·день | 7649             | 10056            | 12463            | 16516            | 20461            | 23089            | 23185            | 20305            | 17095            | 12346            | 9332             | 7332             |                  |
| --------------------------------------------- | ---------------- | ---------------- | ---------------- | ---------------- | ---------------- | ---------------- | ---------------- | ---------------- | ---------------- | ---------------- | ---------------- | ---------------- | ---------------- |
| Джерело:                                      |                  |                  |                  |                  |                  |                  |                  |                  |                  |                  |                  |                  |                  |